# Автомагістраль А50 (Франція)
Автомагістраль A50 — французька автострада, що з'єднує Марсель і Тулон. Автострада 65 км і має суміш смуг 2x2 і 2x3, які проходять через гірську прибережну місцевість уздовж Середземного моря. Таким чином, вона має кілька відносно різких поворотів і крутих схилів за стандартами французьких автомагістралей, а на деяких ділянках обмеження швидкості становить 110 км/год.

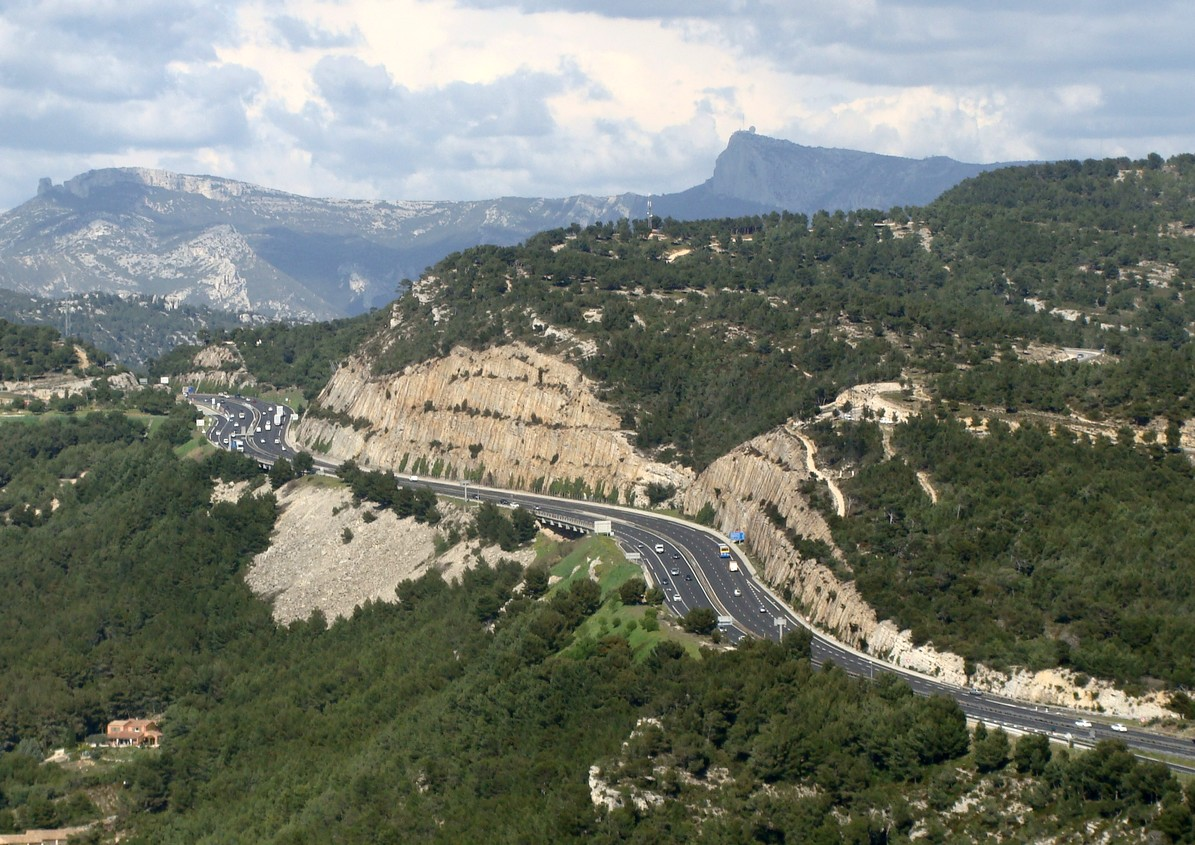
A50 в районі Кассі

Перша ділянка між Марселем і Обанем була відкрита в 1962 році і до 1963 року була частиною автомагістралі A52, поки не було перенумеровано після будівництва навколишніх автострад. Більшу частину, що залишилася між Обанем і Тулоном, було завершено до 1975 року. Дорога між Рокфор-ла-Бедуль і Санарі-сюр-Мер є платною, керується ESCOTA. Це була перша ділянка, на якій у 1992 році випробували Télépéage або Télébadge, автоматичну систему оплати за проїзд за допомогою датчика, встановленого на вітровому склі.
На східному кінці A50 водії можуть вибирати між в’їздом у Тулон по RN 8 або перетином під містом, пройшовши через Тулонський тунель, який веде прямо до автомагістралі A57 і далі до Йєра та Ніцци. Південну проїжджу частину тунелю нарешті відкрили у 2014 році, після приблизно 20 років планування та будівництва, що перетворило тунель у двосторонню смугу 2x2 між автомагістралями A50 і A57. До того часу тунель мав лише двосмугову проїжджу частину зі сходу на захід, яку відкрили у 2002 році.